# Йохан Георг Гмелин
Йохан Георг Гмелин (на немски: Johann Georg Gmelin; на руски: Иоганн Георг Гмелин) е германски естествоизпитател на руска служба, лекар, ботаник, етнограф, пътешественик, изследовател на Сибир и Урал.

## Произход и образование (1709 – 1726)
Роден е на 10 август 1709 година в Тюбинген, Германия, в семейство на аптекар. Както е било популярно по онова време, получава домашно образование, а на 13 години става студент в Тюбингенския университет. През 1725 г., на 16-годишна възраст, завършва медицинския факултет на университета със степен доктор по медицина.

## Пребиваване в Русия (1727 – 1747)
По съвет на баща си младият Гмелин през лятото на 1727 заминава за Русия и през август е приет като стажант в Петербургската академия на науките. Тази година е знаменателна за Петербургската академия. Два месеца преди Гмелин, в Санкт Петербург пристига 19-годишния Леонард Ойлер (по-късно знаменит математик). През същата година в Академията идва и 22-годишния студент Герхард Фридрих Милер, който впоследствие става старши помощник на Гмелин в многогодишното му пътешествие по Сибир и Урал. Всички те тримата, на 30 август същата година, са назначени на професорски длъжности в Академията, случай безпрецедентен за науката за всички времена.
Първите три години Гмелин работи в катедрата по естествена история. Съставя каталог на наличните минерали и пристъпва към съставяне на каталог на древните вкаменелости, който по-късно е завършен от Михаил Василиевич Ломоносов.

### Експедиционна дейност (1733 – 1743)
През 1733 е организирана т.нар. Втора Камчатска експедиция (1733 – 1743) под общото командване на Витус Беринг. Числото на участниците достига до 2000 души: морски офицери, учени, художници, преводачи, административни и технически работници. От естествоизпитателите в експедицията участват – Гмелин, Георг Вилхелм Стелер, Степан Крашенинников и други. С общите усилия на различни отряди са съставени първите карти и описания на бреговете на Русия от Архангелск до Колима, Охотско море и Камчатка. Описани са природата, народите и историята на Сибир. Извършени са плавания към бреговете на Япония и Аляска, като са изследвани Курилските и Алеутските о-ви.
От 1733 до 1743 Гмелин преминава по маршрута Тоболск – Семипалатинск – Уст Каменогорск – Кузнецк – Красноярск – Туруханск – Иркутск – Якутск и обратно през Томск и Верхотуре се завръща в Санкт Петербург, като по време на пътешествието си извършва комплексно изследване на Западен и Източен Сибир.
През 1733, в състава на голям руски отряд, от Тоболск се изкачва по Иртиш до 51º50` с.ш., пресича в югоизточно направление Кулундинската равнина, която описва и достига до Семипалатинск. Изследва северозападната част на Алтай в района на Уст Каменогорск, прехвърля се в района на Барнаул, където отбелязва плодорието на почвата, пресича Салаирското възвишение (621 м) и достига до Кузнецк. Оттам се спуска по река Том (827 км) до Томск, преминава по долината на река Чулим (1799 км, десен приток на Об) до Енисей, изкачва се по нея до Красноярск и от там се прехвърля в Иркутск, където зимува.
През 1734 изследва Задбайкалието – долното течение на река Селенга, бреговете на реките Ингода (708 км) и Шилка (от Чита до Нерчинск) и около 150 км от течението на Аргун.
През зимата на 1734 – 1735 се спуска по Ангара до Братск и изследва праговете ѝ. Оттам с шейни през Илимск стига до Уст Кут и по Лена се изкачва до устието на левия ѝ приток река Илга (55º с.ш.).
През пролетта на 1735 с кораб се спуска по Лена до Якутск. Изследва бреговете ѝ, и бреговете на Витим (десен приток) до устието на левия ѝ приток река Мама, където описва големите находища на слюда.
През 1736 – 1737 изследва Якутските рудни находища.
През август 1738 от Иркутск се спуска по Ангара до устието ѝ (1779 км), като подробно изследва праговете ѝ и зимува в Енисейск.
През пролетта на 1739 се спуска по Енисей до Туруханск и пръв изследва северните части на Енисейското възвишение и ръкавите на Енисей надолу от Туруханск. След това се изкачва до Красноярск, преминава на запад до Ачинск, завива на юг и изследва рудниците в Минусинската котловина. От Абакан със салове се спуска по Енисей до Красноярск, като изследва бреговете на реката между тези пунктове и зимува в Томск.
През 1741 пресича Барабинската степ, изследва релефа и езерата ѝ, стига до Тюмен, а през зимата до Тоболск.
През 1742 изследва източните склонове на Урал между 50º 30` и 60º с.ш. и в началото на 1743 се завръща в Санкт Петербург след десетгодишно отсъствие.

### Петербургски период (1743 – 1747)
След завръщането си в Санкт Петербург Гмелин започва да се занимава с обработката на събраните колекции и дневници, в резултат на което в периода 1747 – 1759 се появява четиритомния труд „Флората на Сибир“, в който са описани близо 1200 вида растения, 500 от които неизвестни в Европа, придружени с над 300 илюстрации. На базата на неговите трудове учените разделят Сибир на две части – Западен и Източен.
През 1747 Гмелин получава разрешение да се завърне за една година в Германия поради здравословни проблеми.

## Последни години (1747 – 1755)
Същата година Гмелин напуска Русия и се завръща в Тюбинген, където от 1749 до смъртта си на 20 май 1755 е професор по ботаника и химия в местния университет. През този период написва и издава в Тюбинген четиритомния труд „Reise durch Sibirien“ („Пътешествие в Сибир“) на немски език. Трудът включва нови сведения за природата на Сибир, за вечната замръзналост, залежите на полезни изкопаеми и други. Относно населението на Сибир Гмелин го описва с множество оскърбителни изрази, поради което Петербургската академия на науките забранява превода на руски език.
След смъртта му всички ръкописи и хербарии на учения са доставени в Петербург и продадени на Петербургската академия на науките.

## Съчинения
- Reise durch Sibirien (1751 – 52).
- Flora Sibirica sive historia plantarum Sibiriae (1747 – 1759).